# 华沙地铁1号线
华沙地铁1号线（波蘭語：Linia M1 metra w Warszawie）是波蘭华沙地铁的一条线路，长达23.1千米，共21个车站。该线路于1982年计划，1983年自尤爾斯諾夫區修建，1995年第一段运营，剩下的部分在之后几年开通。2019年，开始计划修建于1989年因经济原因未能建造的两座车站。
2015年，线路的交通控制系统更改为SOP-2W，列车运营速度因此可由60 km/h提升至80 km/h。